# Torroja del Priorat
Torroja del Priorat – gmina w Hiszpanii, w prowincji Tarragona, w Katalonii, o powierzchni 13,2 km². W 2011 roku gmina liczyła 172 mieszkańców.